# 구글 사이드위키
구글 사이드위키(Google Sidewiki)는 2009년 9월에 출시되어 2011년 12월에 중단된 구글의 웹 주석 도구이다. 사이드위키는 구글 계정에 로그인한 모든 사용자가 사이드바에서 특정 웹사이트에 대한 댓글을 작성하고 볼 수 있도록 하는 브라우저 확장 프로그램이다. 이름에도 불구하고 이 도구는 공동 작업 위키가 아니었지만 작성자가 주석을 편집할 수 있었다.

## 종료
2011년 9월, 구글은 구글 사이드위키를 포함한 수많은 제품의 중단 예정을 발표했다.

## 같이 보기
- 구글 서치위키